# Шеріл Міллер
Шеріл Міллер (англ. Cheryl Miller, 3 січня 1964) — американська баскетболістка.
Олімпійська чемпіонка 1984 року.
Переможниця Ігор доброї волі 1986 року.
Переможниця Панамериканських ігор 1983 року.
Чемпіонка світу 1986 року, срібна призерка 1983 року.
Переможниця Кубка Р. Вільяма Джонса 1984 року.